# John Horace Round

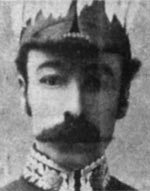
J. Horace Round

John Horace Round, bekannt als J. Horace Round (* 22. Februar 1854 in Hove, Sussex; † 25. Juni 1928 in Brighton) war ein britischer Mittelalterhistoriker und Genealoge.

## Leben und Wirken
Round stammte aus einer Familie von Bankern in Colchester, war von Haus aus finanziell unabhängig und studierte Geschichte (Modern History) an der Universität Oxford (Balliol College). Dort zählte der Regius-Professor William Stubbs zu seinen Lehrern. Er war Deputy Lieutenant und Lord of the manor der Grafschaft Essex, das er – obwohl in Sussex geboren – als seine wahre Heimat betrachtete.
Er galt als Autorität für die normannische Zeit Englands und in genealogischen Fragen für den britischen Adel und wurde 1914 Ehren-Berater des britischen Königshauses in genealogischen Fragen. Außerdem beriet er das House of Lords in Fragen des Krönungszeremoniells. Er gab das Domesday Book für Essex heraus, was als bedeutende historische Leistung gesehen wurde, bei der er viele dunkle Punkte klärte, und lieferte zahlreiche Beiträge für The Complete Peerage und die erste Auflage des Dictionary of National Biography.
Er heiratete nie, war häufig krank und war unter Historiker- und Genealogenkollegen als streitbar bekannt. 1905 wurde er Ehrendoktor der Universität Edinburgh.

## Schriften
- Geoffrey de Mandeville. A study of the anarchy, Longmans, Green 1892, Archive
- Feudal England: historical studies on the eleventh and twelfth centuries, 1895, Neuauflage Barnes and Noble 1964 (Vorwort Frank Merry Stenton), Archive
- The Commune of London and other studies, Westminster: A. Constable 1899, Archive
- Calendar of documents preserved in France, London: H.M.S.O., Band 1, 1899, Band 1
- Studies in Peerage and Family History, London: Constable 1901, Online
- Family origins and other studies, London: Constable 1930, Nachdruck 1970 (Herausgeber William Page)
- Peerage and Pedigree: Studies in Peerage Law and Family History, 2 Bände, London: J. Nisbet 1910, Band 1, Archive,
- The King’s Serjeants and Officers of State, with their Coronation Services, London: J. Nisbet 1911, Nachdruck Barnes and Noble 1970, Archive
- Studies on The Red book of the Exchequer, London 1898, Archive
- Herausgeber Rotuli de dominabus et pueris et puellis de XII comitatibus (1185), Pipe Roll Society 1913
- The early life of Anne Boleyn: a critical essay, London: Stock 1888, Archive
- Herausgeber: Essex Domesday Book, Victoria County History (VCH) Essex, Band 1, 1903
  - Er schrieb auch Einleitungen für die Abschnitte zum Domesday Book in vielen Bänden der VCH (dem 1899 begonnenen groß angelegten Projekt zur Geschichte der Grafschaften in England)[2]
- Herausgeber: Ancient Charters royal and private prior to A.D. 1200, Pipe Roll Society, Band 10, London 1888